# سیارک ۹۴۰۳
سیارک ۹۴۰۳ (به انگلیسی: 9403 Sanduleak، نامگذاری:1994UJ11) نه هزار و چهارصد و سومین سیارک کشف شده‌است که در ۳۱ اکتبر ۱۹۹۴ کشف شد.
قدر مطلق سیارک برابر ۱۳٫۳۰ است.